# Musée du vieux Lacaune
Le Musée du vieux Lacaune se trouve dans la commune de Lacaune (Tarn, France). Il est consacré à la conservation et la transmission du patrimoine rural ainsi que de la culture de la région des Monts de Lacaune.

## Historique
Après le succès de l’exposition temporaire d’objets anciens mais hétéroclites de l’été 1989, la commission à la culture du syndicat d’initiative de l’époque a décidé de créer une exposition muséographique permanente.
Le 21 mai 1992 cette commission se constitue en Association pour la recherche historique, la conservation du patrimoine et la promotion du musée du vieux Lacaune.

## Vocation de l'association
L’association qui s’occupe du Musée du vieux Lacaune a un triple objectif :
- la recherche historique avec la publication de nombreux articles dans le bulletin municipal ou dans les cahiers de Rieumontagné.
- la préservation du patrimoine bâti lacaunais
- la conservation d’objets et de documents dans le musée. Tous les objets témoins de nos ancêtres du XVIIIe au XXe sont authentiques, entretenus et préservés par les bénévoles de l’association.

Nous espérons ainsi transmettre l’héritage des anciens aux plus jeunes.

## Siège du musée
Il s’agit d’un immeuble situé place du Griffoul, qui est un des rares à Lacaune à garder des traces du XVIe siècle : escalier, cheminée, frises de la façade, pièce souterraine voutée…
Probablement maison consulaire au XVIe siècle, il a ensuite abrité au XVIIIe siècle Dame Henriette de Calmels de Basse-Vergne et ensuite son fils Antoine Cambon, maire de Lacaune, tous deux de confession réformée.
À partir de 1835, il a été propriété des religieuses de la présentation qui ont installé  une école avec un petit pensionnat de jeunes filles. En 1970, la mairie de Lacaune achète le bâtiment. Les étages sont attribués à diverses associations et le Musée occupe le rez-de-chaussée et les combles. Au fil des ans, de nouvelles pièces sont attribuées aux expositions et en 2013, le Musée ouvre sa 15e salle et devient le seul locataire de cette grande bâtisse.

## Les collections
Elles sont très importantes et sont réparties dans quinze salles qui ont chacune un thème spécifique.
La richesse du musée se trouve surtout dans les collections de costumes qui sont mis en valeur dans des scènes de vie quotidienne représentant un milieu villageois du XVIIIe siècle à 1945.

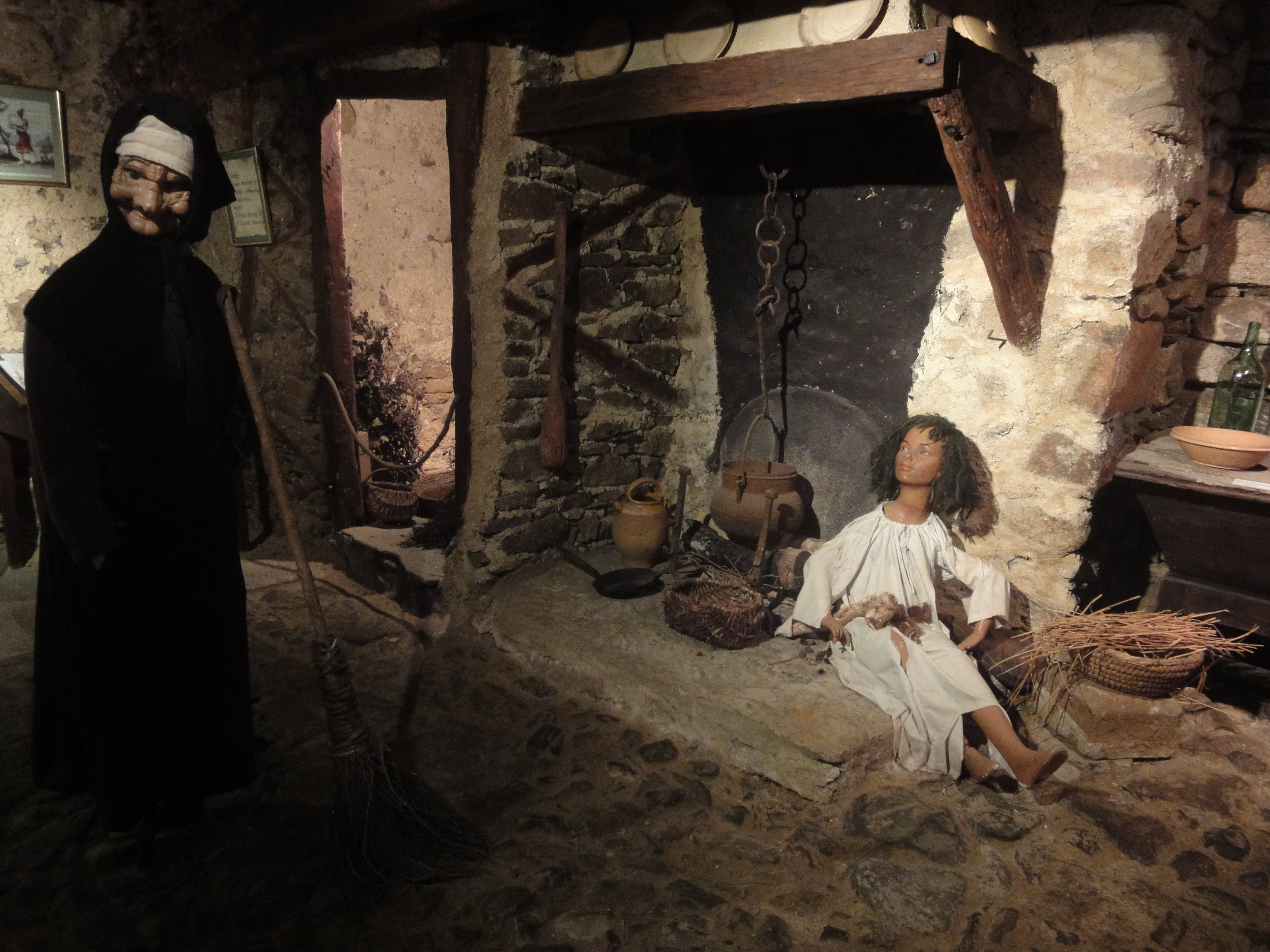
Victor, l'enfant sauvage

- Salle 1 : Dans la première pièce, nous remarquons une belle cheminée renaissance et une bibliothèque du XVIIIe siècle. La salle contient de nombreuses coiffes Lacaunaises à volants tuyautés. En face s’échelonnent des chemises de femme, en chanvre, cultivé dans les « cambinieras » (chenevières), filé et tissé dans les maisons du village.
- Salle  2 : Un couloir où se trouve le colonel Bouisset, originaire de Lacaune qui a composé « La Galette », l’hymne des Saints-Cyriens conduit à
- Salle 3 : la chaumière où a été recueilli l’enfant sauvage qui a vécu dans les bois de Lacaune et a été capturé en 1798.
- Salle 4 : Une forge lacaunaise a été reconstituée et permet de voir tous les instruments du forgeron.
- Salle 5 : Victor, l’enfant sauvage  chez le docteur Itard à Paris.
- Salle 6 : Une belle pièce jouxte la cuisine, probablement le salon de l’ancienne demeure, où le travail de la laine, du drap, des chapeaux est évoqué. C’était une activité importante pour l’économie lacaunaise. Nous remarquons dans cette même pièce les colliers à grelots du mouton, la planche à carder, les tondeuses manuelles, les navettes, les fuseaux …
- Salle 7 : On entre dans une cuisine de maison bourgeoise équipée d’un immense fourneau avec
- Salle 8 : sa souillarde où sont exposés les objets évocateurs du passé et l’évier de pierre, provenant d’une ferme environnante
- Salle 9 : Après avoir gravi quelques marches nous voici dans la salle de classe. C’est une école du début du XXe siècle qui a été reconstituée avec les pupitres, les bibliothèques et les encriers des anciennes écoles environnantes.
- Salle 10 : Dans la salle des âges tous les moments importants de la vie sont racontés : naissances et baptêmes, communions et mariages avec toujours de nombreux costumes.
- Salle 11 : Une pièce consacrée aux thermes présente les robes que portaient les élégantes qui venaient à Lacaune prendre les eaux.
- Salle 12 : Un demi-étage au-dessus, la chambre est reconstituée avec un lit en alcôve, un ciel de lit avec une courtine tuyautée mais aussi le berceau du bébé.
- Salle 13 : Enfin tout en haut une très grande pièce où pour l’instant se côtoient les outils agricoles des villageois, collection qui a été le point de départ du Musée avec à côté
- Salle 14 : l’épicerie et les échoppes artisanales des vieux quartiers lacaunai
- Salle 15 : Un escalier nous conduit ensuite à la dernière pièce aménagée du Musée consacrée à la Résistance dans les Monts de Lacaune et à l’attaque du maquis.

## Galerie

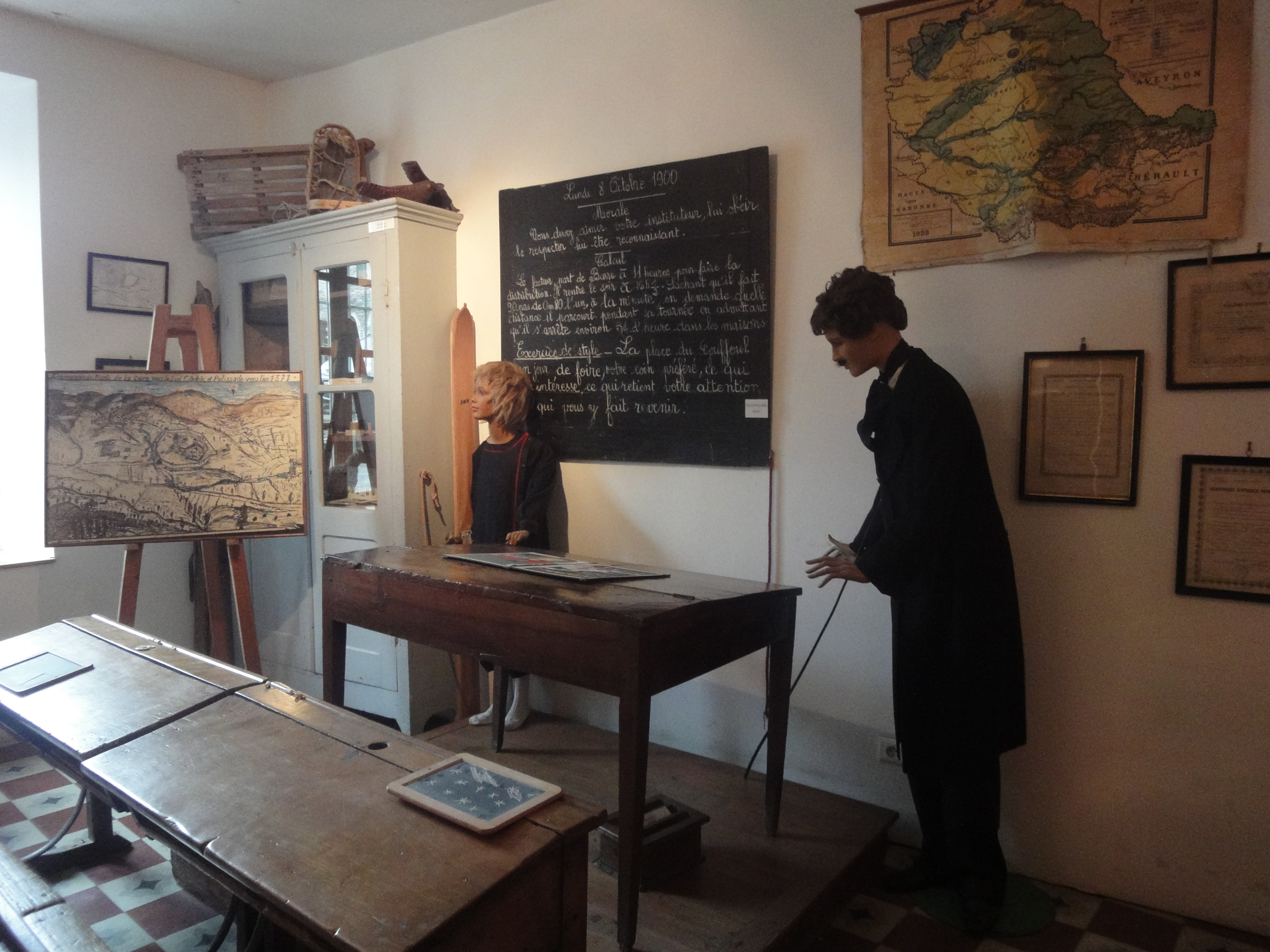
La salle de classe au début du XXe siècle
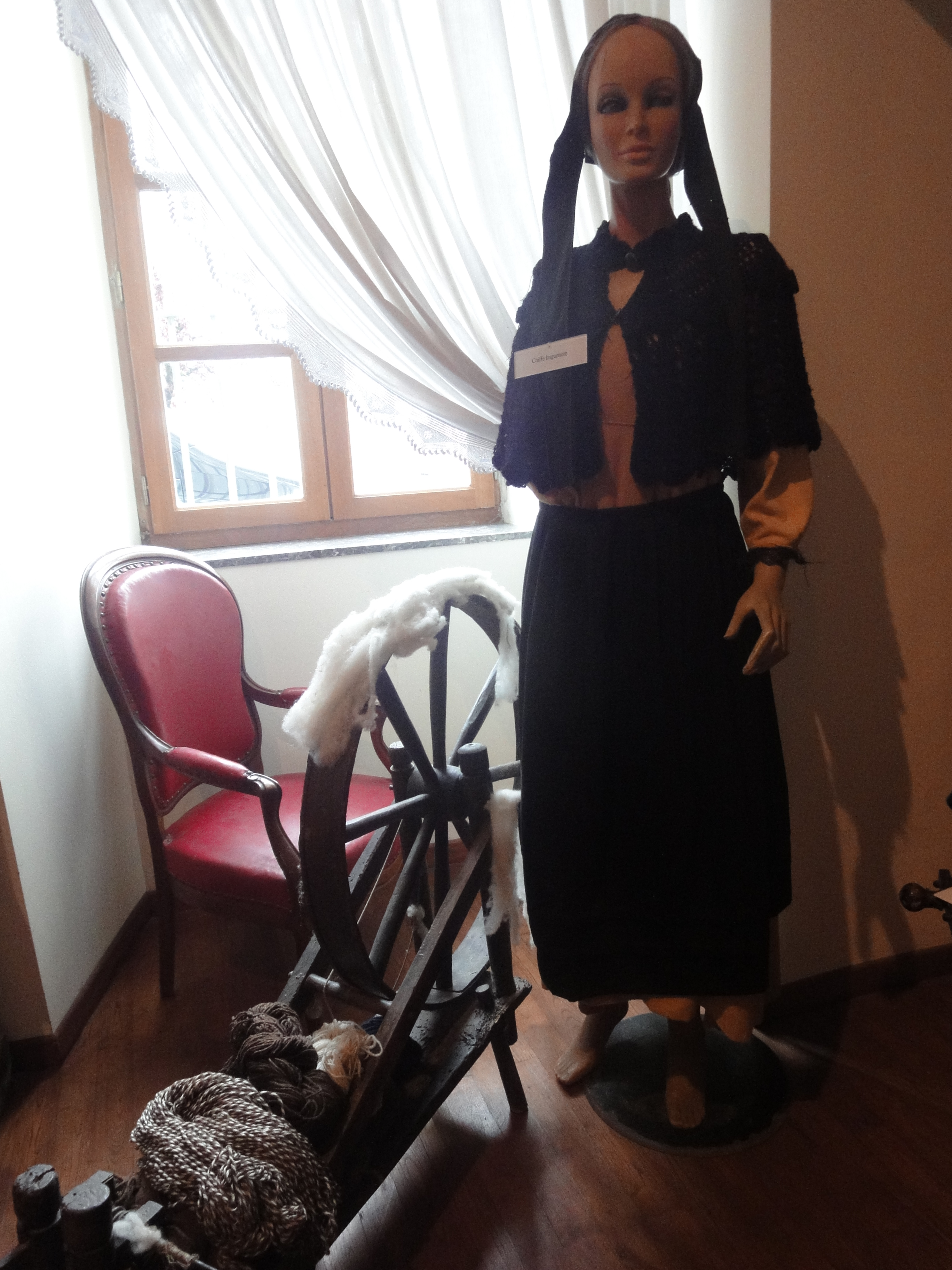
Dame au rouet.
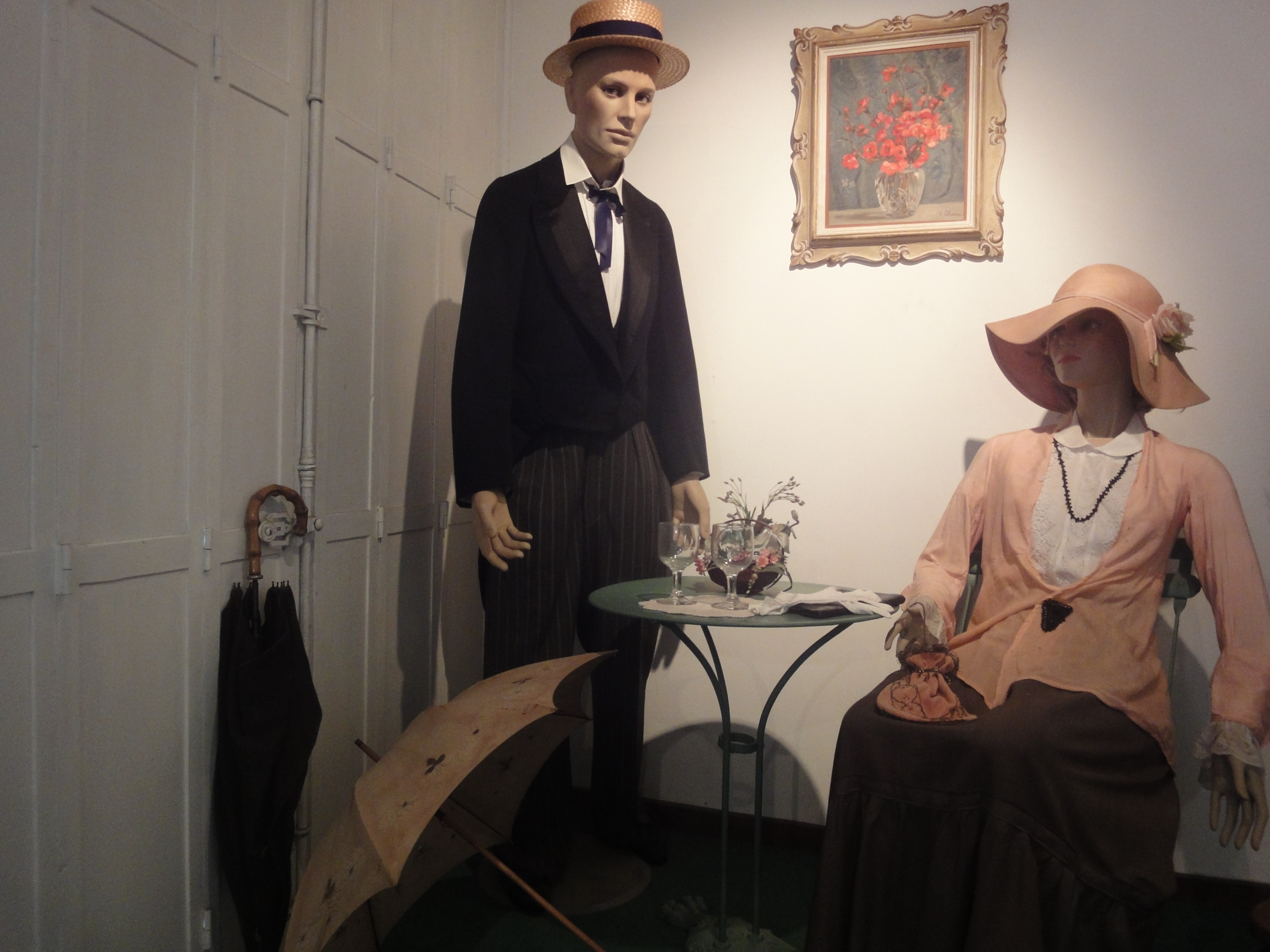
Les thermes.
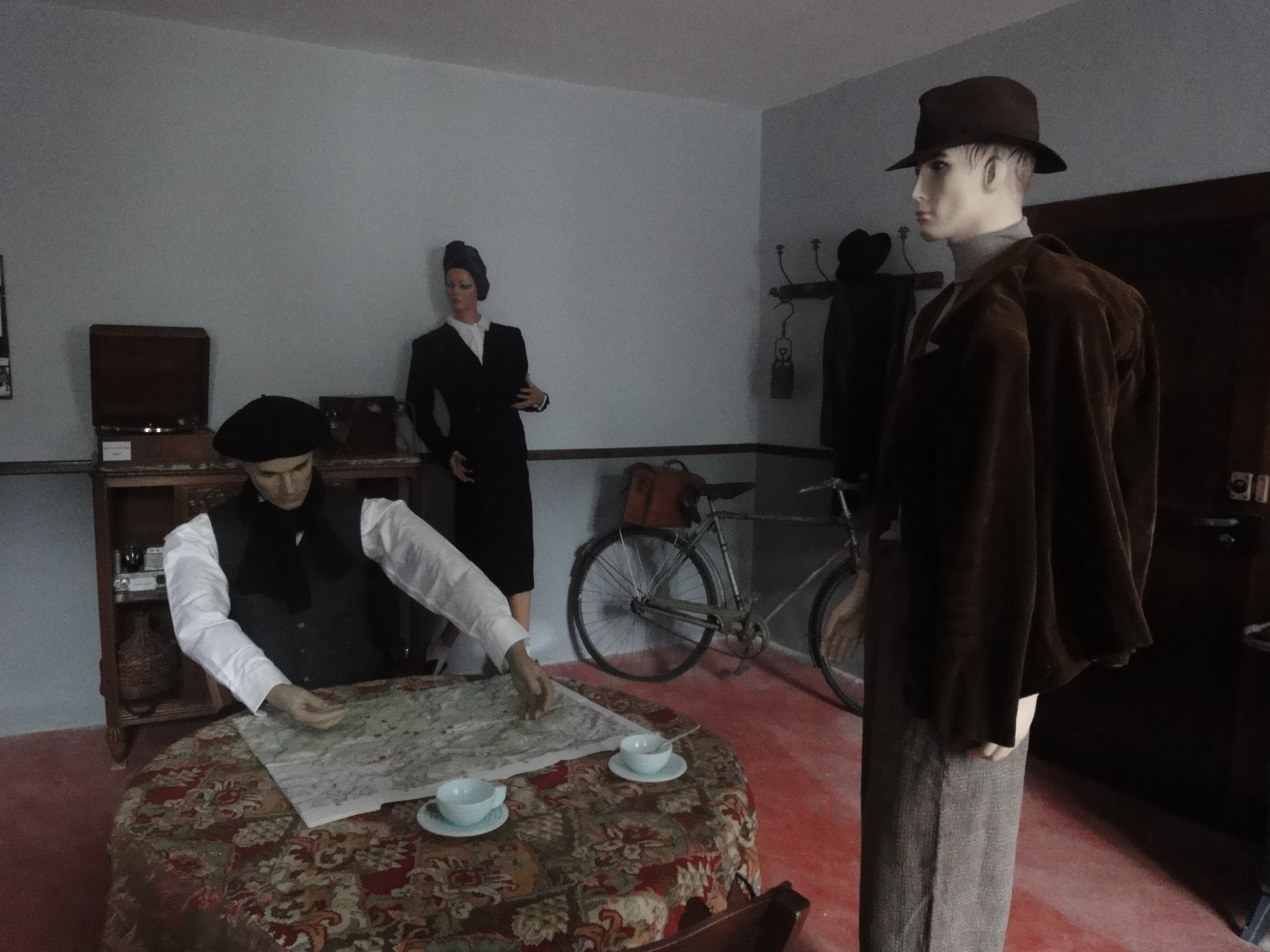
Évocation de la résistance française.